# Wapen van de Comoren
Het wapen van de Comoren is sinds 1 oktober 1978 het nationale symbool van de Comoren.
Het wapen toont in het midden de halve maan uit de nationale vlag. In deze halve maan staan vier sterren als verwijzing naar de vier eilanden van de Comoren-archipel: Mohéli, Mayotte, Anjouan en Grande Comore. Daarbij moet opgemerkt worden dat Mayotte een overzees gebiedsdeel van Frankrijk is en dus niet tot de staat van de Comoren behoort, hoewel de Comoren wel een claim op het eiland hebben.
Achter de halve maan bevindt zich een zon met acht stralen. Omheen de zon staat de naam van het land in het Frans (boven) en Arabisch. De rand bestaat uit twee olijftakken met daartussen het nationale motto Unité Justice Progrès ("Eenheid, Gerechtigheid, Vooruitgang").
Algerije · Angola · Benin · Botswana · Burkina Faso · Burundi · Centraal-Afrikaanse Republiek · Comoren · Congo-Brazzaville · Congo-Kinshasa · Djibouti · Egypte · Equatoriaal-Guinea · Eritrea · Ethiopië · Gabon · Gambia · Ghana · Guinee · Guinee-Bissau · Ivoorkust · Kaapverdië · Kameroen · Kenia · Lesotho · Liberia · Libië · Madagaskar · Malawi · Mali · Marokko · Mauritanië · Mauritius · Mozambique · Namibië · Niger · Nigeria · Oeganda · Rwanda · Sao Tomé en Principe · Senegal · Seychellen · Sierra Leone · Soedan · Somalië · Swaziland · Tanzania · Togo · Tsjaad · Tunesië · Westelijke Sahara · Zambia · Zimbabwe · Zuid-Afrika · Zuid-Soedan
Afhankelijke gebieden:
Brits Territorium in de Indische Oceaan · Canarische Eilanden · Ceuta · Melilla · Madeira · Mayotte · Réunion · Sint-Helena · Tristan da Cunha